# Luka (Verušičky)
Luka jsou malá vesnice či osada, část obce Verušičky v okrese Karlovy Vary v Karlovarském kraji. Ves se nachází při jižním okraji Doupovských hor v nadmořské výšce 600 až 620 metrů, zhruba sedm kilometrů východně od Bochova a sedm kilometrů severně od Žlutic. Vesnicí protéká potok Velká Trasovka.

## Název
Název vesnice Luka v pomnožném tvaru vznikl z obecného jména louka. V historických pramenech se jméno objevuje ve tvarech: Luc (1239), Luk (1363, 1369 až okolo 1405), Luky (1414), v Lukách (1437, 1524), Luky (1579), Luka (1654), Luck a Luky (1785) nebo Luk a Luky (1847).

## Historie
První písemná zmínka o vesnici pochází z roku 1239, kdy je jako svědek zmiňován jistý Václav z Luk.

## Obyvatelstvo
Při sčítání lidu v roce 1921 zde žilo 532 obyvatel (z toho 257 mužů), z nichž byl jeden Čechoslovák, 528 Němců, dva Židé a jeden cizinec. Kromě jednoho evangelíka, padesáti židů a jednoho člověka bez vyznání se hlásili k římskokatolické církvi. Podle sčítání lidu z roku 1930 měla vesnice 485 obyvatel: jedenáct Čechoslováků, 463 Němců, devět Židů a dva cizince. Až na jednoho člověka bez vyznání a 21 židů byli římskými katolíky.

### Židovské osídlení
Židé jsou v obci Luka písemně doloženi již od 16. století, přítomnost židovského obyvatelstva však byla údajně ještě starší.
V osmnáctém a devatenáctém zde fungovala ješiva (škola vyššího vzdělání určená zejména pro studium Talmudu a židovského náboženského práva, kde se žáci připravovali i na dráhu rabína). Zdejší ghetto stávalo ve východní části obce. Většina jeho domů byla zbořena v padesátých až osmdesátých letech dvacátého století. Tomuto osudu neunikly ani zbytky synagogy z doby po roce 1842, kterou nejprve vypálil nacisté v roce 1938. Zdejší židovská komunita přestala existovat v roce 1939.
|           | 1869 | 1880 | 1890 | 1900 | 1910 | 1921 | 1930 | 1950 | 1961 | 1970 | 1980 | 1991 | 2001 | 2011 | 2021 |
| --------- | ---- | ---- | ---- | ---- | ---- | ---- | ---- | ---- | ---- | ---- | ---- | ---- | ---- | ---- | ---- |
| Obyvatelé | 783  | 679  | 658  | 608  | 601  | 532  | 485  | 191  | 166  | 105  | 73   | 40   | 67   | 63   | 59   |
| Domy      | 91   | 92   | 89   | 92   | 98   | 98   | 104  | 70   | 45   | 32   | 23   | 22   | 29   | 30   | 30   |

## Obecní správa
Při sčítání lidu v letech 1869–1974 Luka byla samostatnou obcí, se kterým patřila nejprve do okresu Žlutice, ale v roce 1950 v okrese Toužim a od roku 1960 v okrese Karlovy Vary. Od 1. ledna 1975 jsou částí obce Verušičky v okrese Karlovy Vary. V roce 1950 k obci patřil Hřivínov a v letech 1961–1974 také Velký Hlavákov.

## Pamětihodnosti

### Světské památky
- Zámek – raně barokní zámek vznikl kolem roku 1660 za Libštejnských z Kolovrat přestavbou starší tvrze. Později byl několikrát upravován. Architektonicky hodnotná trojkřídlá patrová budova s malým čtvercovým dvorem, jižní křídlo je na západní a východní straně ukončeno bohatými štíty.[12] Zámek, později využívaný jako škola,[13] je ve velmi špatném stavebním stavu.
- Pomník obětem první světové války na malém prostranství u špice kostela nad místní návsí

### Církevní památky
- Kostel svatého Vavřince je středověkého původu, barokně přestavěný roku 1722. Jednolodní obdélná stavba s trojboce uzavřeným presbytářem, k němuž na jižní straně přiléhá hranolová, v patře osmiboká věž. V lodi je prkenný malovaný zrcadlový strop, na valené klenbě presbytáře malba Nanebevzetí P. Marie a symboly evangelistů. Hlavní oltář je akantový z doby kolem roku 1700, kazatelna z poloviny 17. století s postavami světců. Vpravo boční oltář svatého Jana Nepomuckého z poloviny 18. století. Vlevo boční oltář 14 svatých pomocníků z roku 1759.
- Fara doložená již v roce 1363
- Mariánský sloup (na náměstí před kostelem) – barokní z let 1730–1740 nedávno renovovaný.
- Hřbitovní kaple svaté Anny (0,4 km jihozápadně od Luk) z roku 1648, obdélná stavba s pravoúhlým závěrem a valbovou střechou. Vnitřní zařízení zničeno léty devastace zloději.
- Židovský hřbitov – rozvaliny hřbitova založeného snad v 17. století[7] se nacházejí asi 1 km na západ od obce. Dochovaly se pouze zbytky stavebních prvků a tři náhrobní kameny.[7]

## Galerie

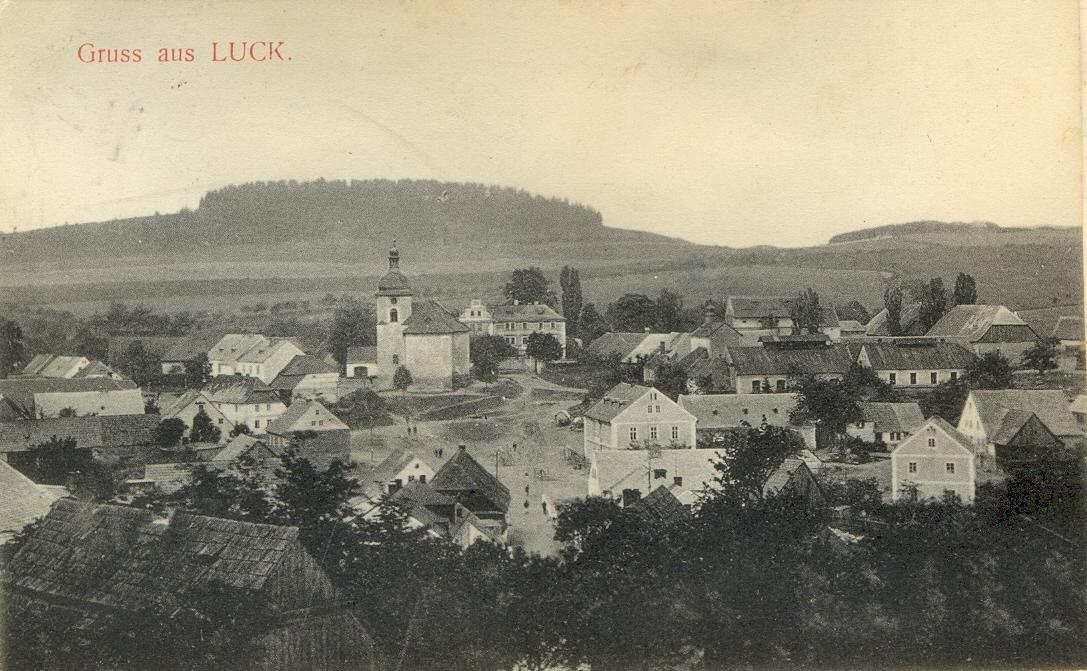
Dobová pohlednice Luk z roku 1910 s německým názvem Luck
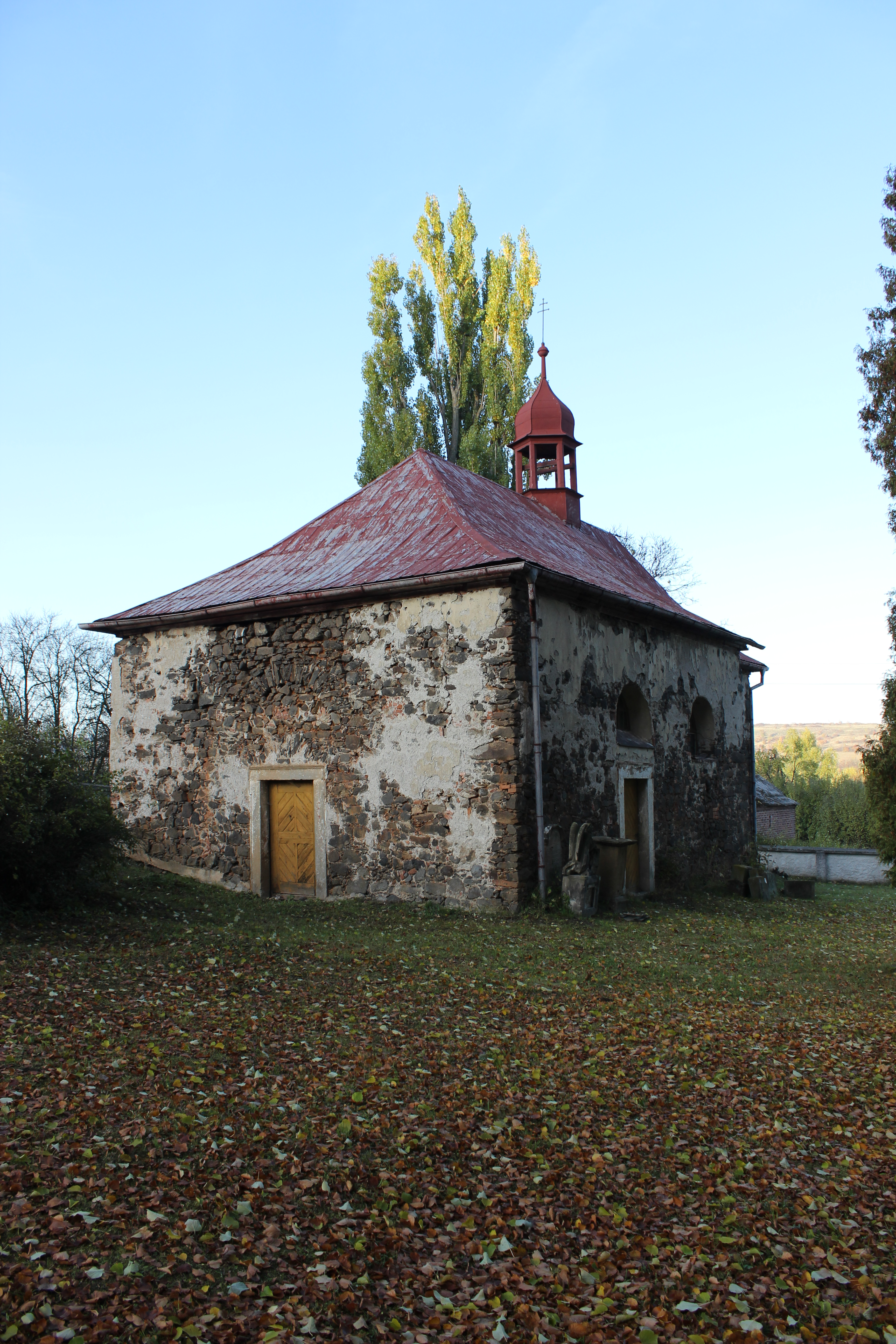
Kaple svaté Anny na hřbitově
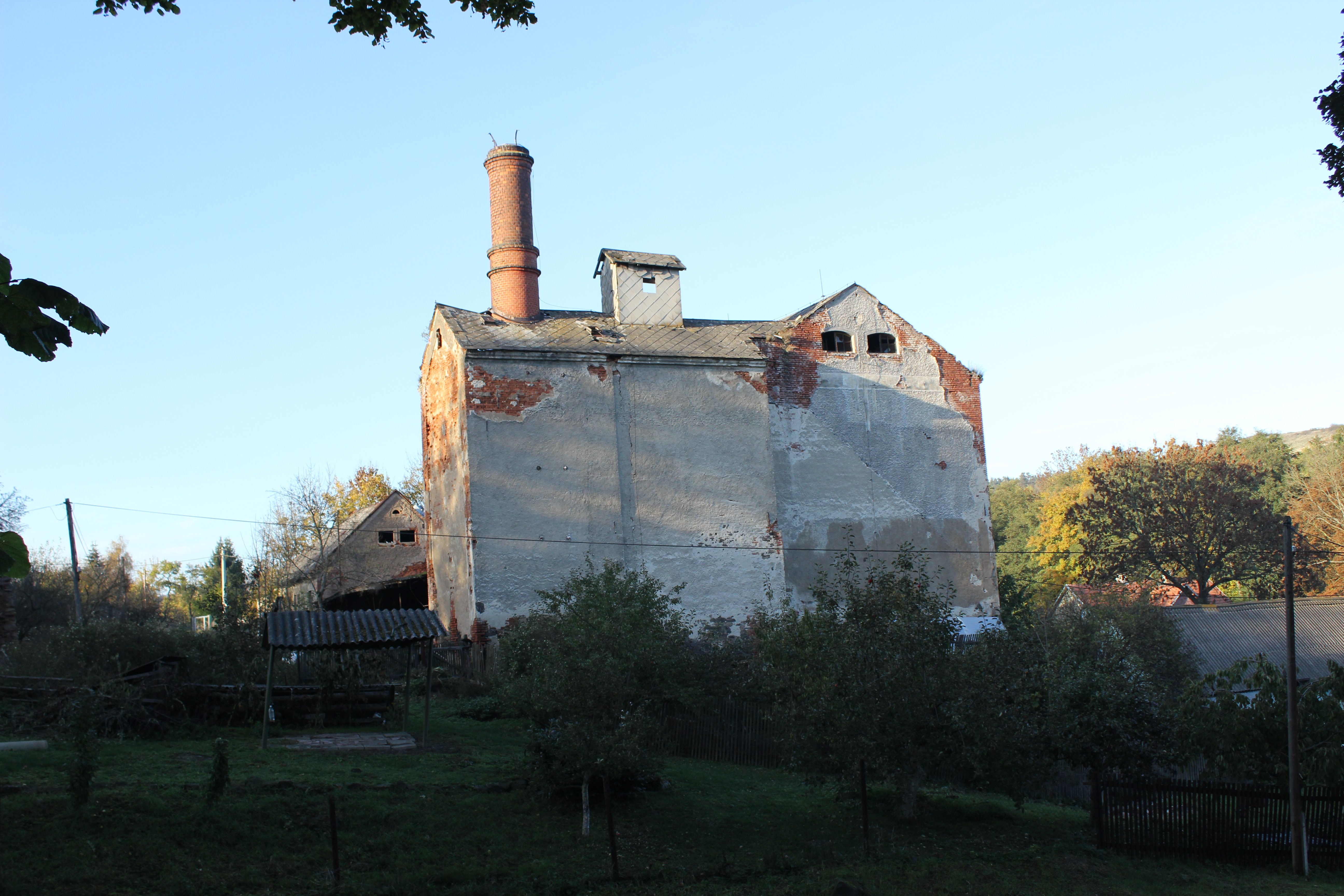
Průmyslový podnik
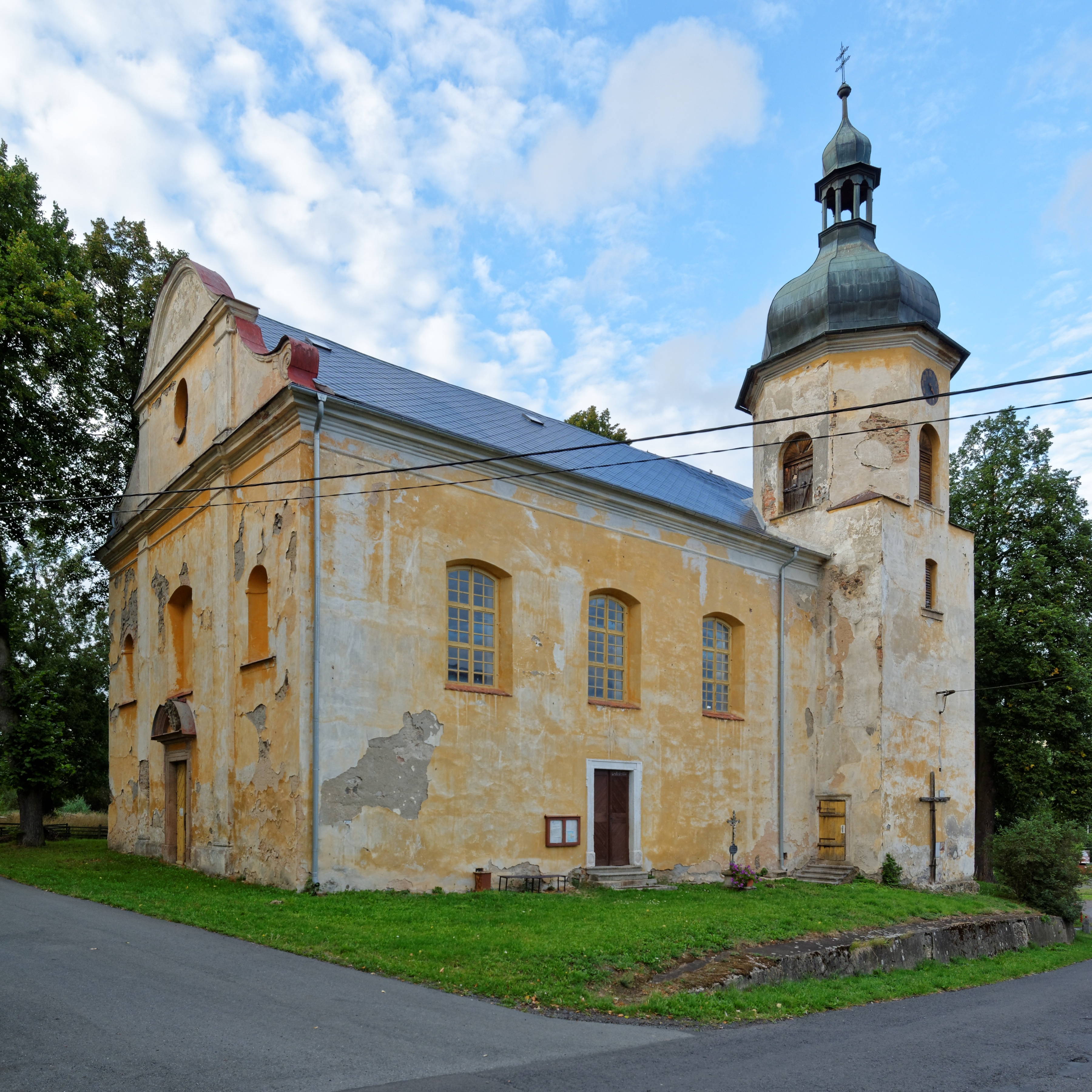
Kostel svatého Vavřince